# Peer Martiny

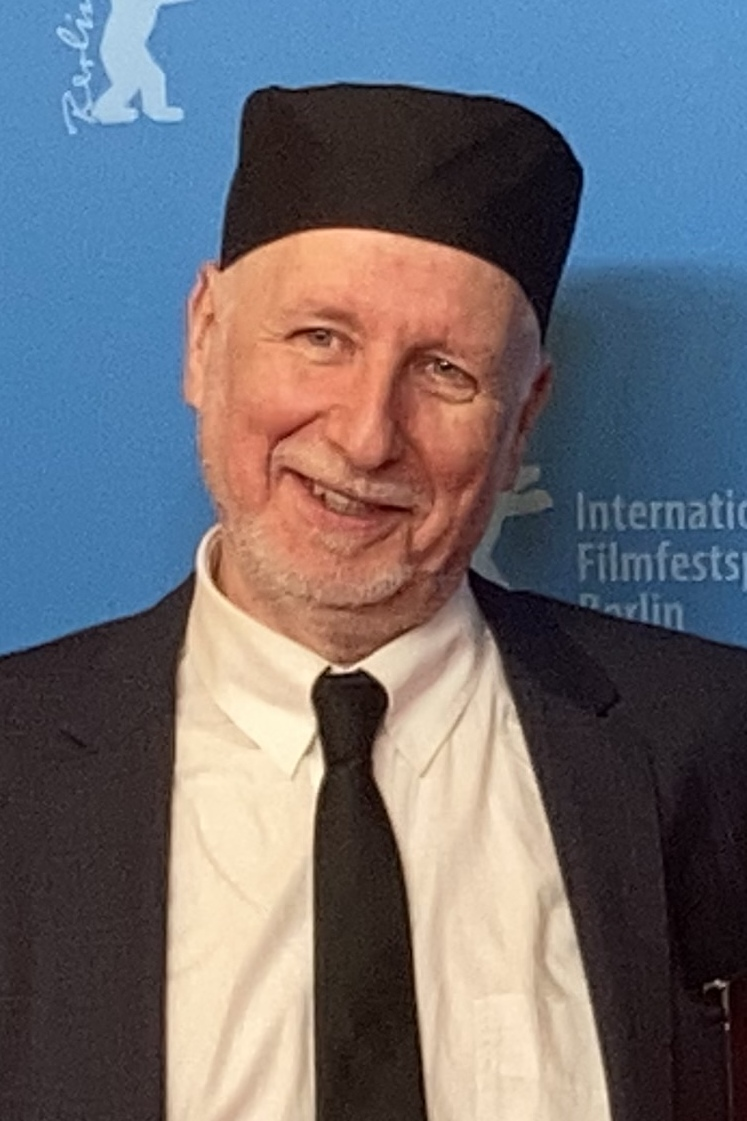
Peer Martiny (2023)

Peer Martiny (* 9. Dezember 1958 in Frankfurt am Main) ist ein deutscher Regisseur, Schauspieler, Autor und Aktions- und Performancekünstler.

## Leben
Peer Martiny wuchs als Ältester von drei Söhnen in der Familie eines Papieringenieurs und einer Hausfrau auf. Als er 11 Jahre alt war, ließen sich seine Eltern scheiden. Er lebte fortan mit seinen Brüdern bei der Mutter. Abitur machte er am Hamburger Matthias-Claudius-Gymnasium. Anschließend ging er nach München und nahm dort eine Lehre als Kaufmann im Groß- und Außenhandel für den Feinkostbereich an, die er jedoch aufgab, um Literatur- und Theaterwissenschaften zu studieren.
Seine ersten Theaterversuche unternahm Peer Martiny in München als Mitglied der Kabarettgruppe „dannebennicht“ und wechselte nach deren Auflösung an das Privattheater „Theater in der Kreide“ (TiK), in München-Neuperlach, wo er als Schauspieler und später auch als Mitglied des Leitungsgremiums tätig war.
1984 wurde er an die Münchner Kammerspiele als Regieassistent verpflichtet und arbeitete in dieser Funktion bis 1987. Seine Regisseure waren Thomas Langhoff, George Tabori, Werner Herzog, Herbert Achternbusch, Franz-Xaver Kroetz, Ulrich Heising und Dieter Dorn. Fünf Jahre war er für die Salzburger Festspiele als Regieassistent und Regiemitarbeiter tätig. Dort arbeitete er für Thomas Langhoff und Dieter Dorn. An den Münchner Kammerspielen war er auch als Schauspieler zu sehen.
1983 inszenierte er sein erstes Stück „Neischlagn“, von und mit Michael Seyfried, an der Schauburg, dem Münchner Kinder- und Jugendtheater, bevor er als Regieassistent an die Münchener Kammerspiele ging. Seit Ende der 1980er Jahre arbeitet er als freier Regisseur. Zudem unterrichtete er an der Otto-Falckenberg-Schule in München Szenen- und Rollenstudium. Er ist außerdem als Dozent an der Fritz-Kirchhoff-Schauspielschule (Der Kreis), in Berlin, tätig.
Peer Martiny arbeitete ab 2001 für die Berliner Seiten der Frankfurter Allgemeinen Zeitung, bis zu deren Einstellung, als Gastronomiekritiker für den Raum Berlin. Auch für das Slow Food-Magazin und den Tagesspiegel Berlin war er zu kulinarischen Themen journalistisch tätig. „Raumpatrouille Orion“, Folge 8, Szenische Lesung (Text und Regie: Peer Martiny), Auftragsarbeit für die Autostadt Wolfsburg, 2005. 2004 schrieb Peer Martiny das Fassadenkurzdrama „Fenster“ als Beitrag zu einem Wettbewerb des Luzerner Theaters, und wurde damit einer der Gewinner. Er inszenierte es auch am Stadttheater Luzern.
Seit dem Jahr 2012 gehört Peer Martiny zum festen Ensemble der NDR-Serie „Der Tatortreiniger“.
Seit dem Jahr 2018 ist Peer Martiny Mitglied der Künstlergruppe „Der neue Blumenplatz“ in Eberswalde.
Seit 2019 ist Peer Martiny Ensemblemitglied auf dem Theaterschiff Traumschüff eG.
Seit 2021 ist Peer Martiny Ensemblemitglied der Komödie am Ku’damm im Schillertheater.
Martiny lebt in Berlin.

## Kulinarische Bibliothek Martiny
Martiny betreibt die Kulinarische Bibliothek Martiny (KBM). Die Bibliothek ist eine OPAC-gestützte, öffentlich einsehbare Online-Bibliothek. Der Bibliotheksbestand beläuft sich auf etwa 3.500 Titel der verschiedensten kulinarischen Bereiche.

## Werk
1987 folgte die Regiearbeit Die Liebe zu den drei Orangen in Groningen/Holland in textlicher Zusammenarbeit mit seinem engsten Freund dem 1995 verstorbenen Autor Thomas Strittmatter.
Im Jahr darauf inszenierte er bei den Tiroler Volksschauspielen in Telfs das Stück „Brot“ von Luis Zagler. Danach folgte eine weitere Inszenierung „Die Liebe zu den drei Orangen“ von Thomas Strittmatter am Münchner Volkstheater, sowie die Inszenierung „Viehjud Levi“ ebenfalls von Thomas Strittmatter, am selben Haus.
1988 Inszenierung der Oper „Das Mahl des Herrn Orlong“ von Moritz Eggert, Carl-Orff-Saal, München. 1989/1990 erfolgte das Engagement als Hausregisseur an das Berliner Schillertheater, dem er, bis kurz vor Schließung des Hauses durch den Berliner Senat, verbunden blieb. Er inszenierte hier „Tanz Marie“ von Gerlind Reinshagen, „Das Orchester“ von Jean Anouilh und „A Whistle in The Dark“ (Übersetzung: Peer Martiny) von Tom Murphy (Deutsche Erstaufführung).
Nach Schließung des Schillertheaters widmete er sich eine Zeitlang dem Weinbau, um 1994 wieder in Kontakt mit dem Theater zu treten. Andrea Breth engagierte ihn für ihre Inszenierung von „Familie Schroffenstein“ an die Schaubühne am Lehniner Platz als Schauspieler. 2004 inszenierte er das von ihm verfasste Fassadenkurzdrama „Fenster“ am Stadttheater Luzern, Schweiz. 2005 folgte die Inszenierung von „Polenweiher“ von Thomas Strittmatter am Theater Rampe, Stuttgart.

## Filmografie (Auswahl)
- 1998: Viehjud Levi (Kinofilm)
- 1998: Das Finale
- 1998: Playboys
- 1999: Wenn man sich traut
- 1999: Nichts als die Wahrheit
- 2000: Planet Alex
- 2000: Tatort: Trittbrettfahrer
- 2001: Grau
- 2001: Anke
- 2002: Große Mädchen weinen nicht
- 2002: SK Kölsch
- 2003: Gate to Heaven (Kinofilm)
- 2004: Die fetten Jahre sind vorbei
- 2005: Weltverbesserungsmaßnahmen
- 2006: Hamlet X, Volume 4, Episode: Edelfäule, intermediales Kunstprojekt von Herbert Fritsch
- 2007: Die Eisbombe (Kinofilm)
- 2007: Partnertausch
- 2007: Windland
- 2007: Frühstück mit einer Unbekannten
- 2007: R. I. S. – Die Sprache der Toten
- 2007: Auf Nummer sicher?
- 2008: Spiel der Träume
- 2009: Männerherzen (Kinofilm)
- 2009: Salami Aleikum
- 2012: Polizeiruf 110: Bullenklatschen
- 2012: Passion
- 2013: Posthumous (Kinofilm)
- 2013: Bela Kiss: Prologue (Kinofilm)
- 2013: Das Adlon. Eine Familiensaga
- 2014–2015: Der Tatortreiniger (Fernsehserie, drei Episoden)
- 2014: Mord mit Aussicht (Fernsehserie, Folge 3x05 Klingelingeling)
- 2015: Tatort: Ätzend
- 2017: Ein Weg (Kinofilm)
- 2018: Pauls Weihnachtswunsch
- 2019: Beck is back! – Die Kindesentführung
- 2019: Traumfabrik (Kinofilm)
- 2019: Meine Nachbarn mit dem dicken Hund (Fernsehfilm)
- 2019: Mein Schwiegervater, der Camper
- 2019: Volle Reife
- 2020: Tatort: Tschill Out
- 2020: Pastewka (Fernsehserie, Folge 3 und 4, Staffel 10)
- 2021: Ferdinand von Schirach –  Glauben (Fernsehserie)
- 2021: Westwall (Fernsehserie)
- 2021: Was ich eigentlich sagen wollte (Fernsehserie)
- 2021: Der Greif (Fernsehserie)
- 2022: Doppelhaushälfte (Fernsehserie)
- 2023: Geranien (Kinofilm)
- 2024: In aller Freundschaft – Die jungen Ärzte (Fernsehserie, Folge Rausch)
- 2024: A Better Place (Fernsehserie)
- 2024: Achtsam Morden (Fernsehserie, 1 Folge)

## Auszeichnungen
- 2016: Auszeichnungen 48h Festival Berlin 2016, Bester Hauptdarsteller für "Die Köche des Uli Römmler"
- 2021: Dior Grand Prix für "Glauben", 4. Cannes Series Festival, (Ensemble)

## Veröffentlichungen
- Wie würze ich mir meinen Winter in: Schneckenpost – Slow Food, Ausgabe Nr. 7, Dezember 1994, Slow Food, München
- Anekdoten in: „Theaterperipherien“, Hrsg.: Hartmut Fischer, Konkursbuch 35, Konkursbuchverlag Claudia Gehrke, 2001, ISBN 3-88769-235-7
- Kein Wirtshaus, ein Ballsaal in: „Hier spricht der Gast“, Hrsg.: Michael Allmaier, Nicolai Verlag, Berlin 2002, ISBN 3-87584-596-X
- Debreciner Gulasch in: „Lieblingsrezepte aus Kindheitstagen“, Egmont Verlagsgesellschaften, Köln 2010, ISBN 978-3-8025-3731-8

### Übersetzungen
- A Whistle in the Dark (Ein Pfeifen im Walde) von Tom Murphy, im Per H. Lauke Verlag, München, 1992

### Drehbuch
- Raabe Baikal (nach dem Roman von Thomas Strittmatter, Diogenes Verlag, Zürich 1990), in Zusammenarbeit mit Günter Strittmatter.